# Sabine Weissová

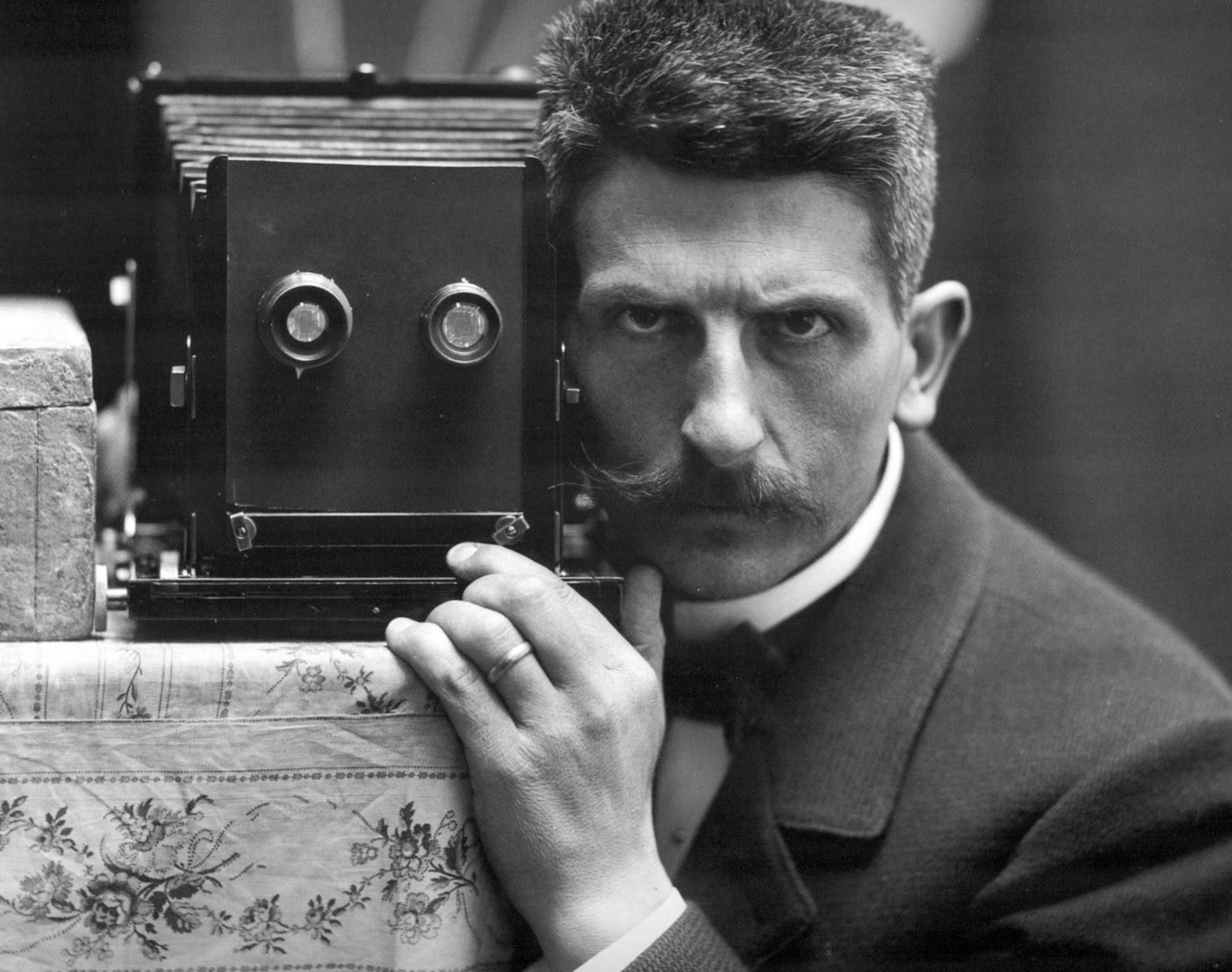
U ženevského fotografa Frédérica Boissonnase se Sabine Weissová učila fotografovat v letech 1942–1946

Sabine Weissová (rozená Weber, 23. července 1924 Saint-Gingolph – 28. prosince 2021) byla švýcarsko-francouzská fotografka a jedna z nejvýznamnějších představitelek francouzské humanistické fotografie, spolu s Robertem Doisneau, Willym Roniems, Édouardem Boubatem a Izis. Narodila se ve Saint-Gingolph ve Švýcarsku a v roce 1995 se stala francouzskou občankou.

## Životopis
Otec Sabiny Weissové byl chemický inženýr a vyráběl umělé perly z rybích šupin. Rodina žila vedle hraničního stanoviště a opustila Saint-Gingolph, zatímco byla ještě dítě. Fotografie ji přitahovala již v mladém věku:
Velmi jsem si uvědomovala, že fotografie bude mým výrazovým prostředkem. Byla jsem spíše vizuální než intelektuální... ve studiu jsem nebyla moc dobrá. Opustila jsem střední školu, jednoho letního dne jsem odjela na kole.

Sabine Weissová začala fotografovat v roce 1932 s bakelitovým fotoaparátem, který si koupila za své kapesné a kontaktní tisky na tiskový papír dělala na okenním parapetu. Otec ji v tom podporoval, v letech 1942–1946 se učila fotografickou techniku v ateliéru Frédérica Boissonnase v jeho ženevském ateliéru. Po tomto studiu získala v roce 1945 švýcarskou fotografickou kvalifikaci.

## Paříž
Weissová se přestěhovala do Paříže v roce 1946 a stala se asistentkou německého fotografa Willyho Maywalda.
Když jsem přišla do Paříže, mohla jsem pracovat u Maywalda, kterého mi doporučil přítel. Pracovala jsem tam v nepředstavitelných podmínkách, ale s ním jsem pochopila význam přirozeného světla. Přirozeného světla jako zdroje emocí. 

Willy Maywald v té době pracoval na ulici Jacob č.p. 22 v prvním patře kůlny, která patřila ke starožitnictví, a která neměla ani vodu, ani telefon. Tato práce jí však umožnila poznat „kdo je kdo“ své doby v Paříži. Svou první fotografickou reportáž zveřejnila ve svých 21 letech v roce 1945. Zúčastnila se otevření domu Dior a představila svou první sérii na Avenue Montaigne č.p. 37. V roce 1949 odcestovala do Itálie, kde se potkala s americkým malířem Hughem Weissem, kterého si vzala 23. září 1950. Pár adoptoval dceru Marion a Sabine Weissová si otevřela vlastní fotografické studio. Její fotografie svědčí o optimismu v poválečných letech po osvobození: „Bylo to krásné období. Byli jsme mezi koncem německé okupace a začátkem amerikanizace“, řekla.
Pracovala v různých odvětvích: byla nadšená hudbou, portrétovala velké hudební hvězdy (Stravinsky, Britten, Casals, Getz), ale také osobnosti z oblasti literatury a umění (Léger, Fitzgerald, Pougny, Giacometti, Rauschenberg, Jan Voss, Dubuffet, Sagan), kinematografie (Moreau) nebo módy (Coco Chanel). Pracovala také v několika časopisech a novinách známých v Americe a Evropě pro reklamní a tiskové objednávky (Vogue, Paris Match, Life, Time, Town and Country, Holiday, Newsweek, Picture Post nebo Die Woche). Její pozornost se zaměřila na dokumentární fotografii a cestovala nejen po Spojených státech, ale také po Egyptě, Indii, Maroku a Myanmaru, do kterého se naposledy vrátila v roce 1996.

## Agentura Rapho
Od roku 1950 zastupovala Sabinu Weissová přední francouzská tisková agentura Rapho, která také řídila práci Roberta Doisneaua. Po schůzce v kanceláři ředitele Vogue jí nabídl místo v agentuře. Spřátelila se s umělci, jako například Jean Cocteau, Maurice Utrillo, Georges Rouault nebo Jacques Henri Lartigue.
Mezi jejími kolegy byli: Doisneau, Boubat, Brihat, Dieuzaide, Bill Brandt, Ken Heyman, Izis Bidermanas, André Kertész, Yousuf Karsh, Lartigue, Ronis, Emile Savitry a Fouad Elkoury, druhá další žena v Rapho byla Janine Niépce. Skutečnost, že Weissová byla jednou z mála žen, které tehdy vytvořily vlastní nezávislou kariéru ve fotografii, však nebyl problém. Pro fotožurnalistu Hanse Silvestera, který s ní pracoval na příběhu o lidech Omo (Etiopie):
Přestože byla ve velmi mužském prostředí, dokázala být okamžitě přijata, etablovala se tak, jaká je od té doby dodnes: velmi skvělá fotografka, které si vážím a kterou obdivuji. 
 Hans Silvester
Její pouliční fotografie dětí hrajících si v pustině sousedství Porte de Saint-Cloud a Paříže a jejího každodenního života, byla produkována nezávisle na její práci s časopisy, z lásky k humanistické fotografii a na základě její filosofie. Ve 28 letech byla uznána Eduardem Steichenem, který ji zařadil do své výstavy „poválečné evropské fotografie“ v Muzeu moderního umění. V roce 1954 jí Art Institute of Chicago věnoval samostatnou výstavu, která putovala po USA. Poté Steichen zahrnul tři její fotografie na výstavu MoMA Lidská rodina (Family of Man), která cestovala po světě a vidělo ji devět milionů návštěvníků. Tři fotografie, které si pořídila sama pro sebe: Intérieur d'église au Portugal (Interiér kostela v Portugalsku) z roku 1954 ukazuje dítě v bílém klečící v dopadajícím světle na dlážděné podlaze, obrácené tváří ke své bosé matce, která, stejně jako okolní postavy, je oblečena v černém. Fotografie Un bal champêtre avec une accéoniste sur la table (Vesnický tanec s harmonikářem na stole), také z roku 1954; a třetí snímek Un enfant tenant un épi qui fait des étincelles, na kterém dítě vesele dává prskavku téměř až do jejího objektivu.
V roce 1957 Weissová vytvořila sérii fotografií malíře Keese van Dongena, s nímž se setkala prostřednictvím svého manžela. Později v Grimaud koupili malý domek s výhledem na zříceninu hradu. V roce 1969 dům zvětšili a pobývali tam pravidelně až do smrti jejího manžela v roce 2007.
V roce 1983 získala Weissová stipendium od francouzského ministerstva kultury a provedla studii o egyptských Koptech. Koncem padesátých let se několik let účastnila longitudinální fotografické studie, jakéhosi „hromadného pozorování“ malého města poblíž Nice zvaného Carros-Ie-Neuf, s Jeanem Dieuzaidem a Guy le Querrecem, ve spolupráci se sociologem Pierrem Bourdieuem, krátce se k nim připojil Leonard Freed. Projekt byl uveden na festivalu Rencontres d'Arles v roce 1984 jako Urbain, Trop Urbain?. V roce 1992 jí ministerstvo vydalo další stipendium na dokumentování departementu Réunion.
Navzdory jejím úspěchům a publikaci přibližně čtyřiceti knih, včetně 100 photos de Sabine Weiss pour la liberté de la presse, kterou vydali Reportéři bez hranic v roce 2007, zůstává Sabine Weissová diskrétní osobností a méně známou široké veřejnosti.
V roce 2017 věnovala Sabine Weissová celý svůj archiv, který obsahoval 200 000 negativů, 7 000 kontaktních listů, přibližně 2 700 Vintage printů a 2 000 zvětšenin, 3 500 tisků a 2 000 diapozitivů švýcarskému muzeu umění Musée de l'Élysée v Lausanne.